# Садик Лариджани
Садик Лариджани (на персийски: صادق اردشیر لاریجانی‎‎) е ирански шиитски духовник и политик.

## Биография
Роден е на 12 март 1961 г. в Наджаф, Ирак. Баща му, покойният аятолах Мирза Хашем Амоли, е виден муджтахид за времето си, който работи в Наджаф, след като е заточен от Мохамед Реза Пахлави. Семейството се премества в Иран след Иранската революция през 1979 г. Лариджани се запознава с двете религиозни и съвременни науки като дете. Той започва основното си училище през 1966 г., и завършва гимназия през 1977 г. След гимназията, започва да учи ислям в Кум. Той завършва през 1989 г., след това започва да преподава, както и в университета. Става член на научния екип на Кумския университет и преподава по теология и философия. Лариджани е брат на Али Лариджани (председател на Меджлиса), Мохамед Джавад Лариджани, Багер Лариджани (канцлер на Техеранския университет на медицинските науки), и Фазел Лариджани (бивш културен аташе на Иран в Отава). Назначен е за главен съдия на Иран, от върховния лидер Али Хаменеи на 15 август 2009 г.
На 23 май 2012 г. Лариджани е включен в списъка за санкции на Европейския съюз, който е публикуван в Официален вестник на Европейския съюз. В него е заявено, че като ръководител на съдебната власт в Иран, той подкрепя и поставя тежки наказания за престъпления, престъпления срещу Бога, и престъпления срещу държавата.
Владее арабски и английски език.